# 파일드라이버 (마이크로아키텍처)
파일드라이버(Piledriver)는 AMD가 불도저를 기반으로 한 2세대 CPU 코어 마이크로아키텍처이다. 불도저처럼 데스크톱 시장과 서버용 컴퓨터 시장을 목표로 하며, 파일드라이버부터 모바일 시장도 공략하기 시작했다. AMD APU 트리니티와 리치랜드], AMD FX, 그리고 옵테론의 기반으로 쓰였다.
파일드라이버는 불도저와 같은 모듈 디자인을 채택했지만, 불도저보다 성능 향상이 있다. 분기 예측 능력과 부동소수점과 정수 스케줄링에서 성능 향상이 있다. 소비전력도 하드에지 플립 플롭을 적용하여 전세대보다 줄었다. 8~10%의 클럭 향상과 비슷하다고 할 수 있는 IPC의 성능이 15% 상승하였다. FX 9590은 전세대인 FX 8150보다 30~35%의 클럭 속도 향상이 있다고 한다. 자동 오버클럭 기술인 '터보코어 3.0'과 새로운 명령어인 FMA3, Converged BMI, IOMMU v2를 지원한다.
파일드라이버 아키텍처를 기반으로 모바일 시장을 공략하는 AMD APU 트리니티가 처음으로 2012년 5월 13일에 출시되었다. 데스크톱을 목표로 하는 AMD APU는 2012년 8월, AMD FX는 비쉐라(Vishera)라는 코드네임으로 2012년 9월에 출시했으며, 서버용 컴퓨터 시장을 노리는 옵테론은 12월에 출시했다.

## 같이 보기
- AMD APU
- 불도저
- AMD FX
- 옵테론